# Romano's Macaroni Grill
Romano's Macaroni Grill es una cadena de restaurantes estilo italiano, de comida ocasional con sucursales en los Estados Unidos, Puerto Rico, México, y Canadá.
El primer restaurante fue fundado por el Philip J. Romano en Leon Springs, Texas, el 19 de abril de 1988. Brinker International tiene los derechos de franquicia desde el 22 de noviembre de 1989.
El 8 de agosto de 2007, Brinker International, anunció que comenzaría a explorar comprador para la compañía que posé 230 sucursales. Si encuentran comprador, Macaroni Grill, sería la primera de las marcas de Brinker en venderse.
Actualmente la sucursal Romano's Macaroni Grill más grande es el restaurante ubicado en San Juan, Puerto Rico.

## Operaciones globales
- Estados Unidos
- Puerto Rico
- México
- Reino Unido
- Japón
- Alemania
- Taiwán
- Canadá